# Fazenda da Aeronáutica de Pirassununga
A Fazenda da Aeronáutica de Pirassununga é uma Organização Militar (OM), subordinada diretamente ao Comando da Academia da Força Aérea (AFA).
A FAYS conta com uma área de 6.502 hectares, pertencente a Guarnição de Aeronáutica de Pirassununga, no Estado de São Paulo. É uma Organização Militar da Força Aérea Brasileira, que tem como finalidade a ocupação produtiva das terras dessa guarnição em atividades agropecuárias, bem como o fornecimento de gêneros alimentícios - pão, leite, iogurte, queijos, arroz, feijão, café, açúcar e carnes bovina e suína, de acordo com a sua capacidade produtiva, para outras oito organizações militares do Comando da Aeronáutica na área do IV Comando Aéreo Regional, em São Paulo.

## História
A sua história começa no ano de 1942, quando o então Ministro da Aeronáutica, Joaquim Pedro Salgado Filho, em oficio de n. º G/213 de 7 de novembro daquele ano, fazia uma exposição de motivos ao Presidente da República Getúlio Vargas sobre a necessidade de um novo local para implantação de uma nova e definitiva Sede da Escola de Aeronáutica.
Através de decreto n.º 13.882, de 8 de março de 1944 , o Governador do Estado de São Paulo declara de utilidade pública a área de 6.502 hectares e, o então interventor do Estado de São Paulo, Dr. Fernando Costa, faz a entrega da área ao Ministério da Aeronáutica.
A FAYS passou, então, a ser um estabelecimento agropastoril com a finalidade de suprir as Unidades Militares e as famílias dos funcionários, civis e militares nela estabelecidos. Tinha, ainda, como objetivo, manter a vigilância de toda a área doada ao Ministério.
Com a criação, em 23 de agosto de 1945, através do decreto lei 7.892, do Serviço de Intendência da Aeronáutica, a Fazenda da Aeronáutica subordinou-se aos serviços de Reembolsável.
Em 4 de junho de 1948, o Capitão Intendente Francisco Marcondes Teixeira Leite Júnior assumiu, oficialmente, a direção da FAYS.
Pela Portaria nº 047/GM3, de 12 de janeiro de 1978, é concedida a Semi-Autonomia Administrativa à OM, e pela Portaria nº 330/GM3, de 24 de março de 1981, o Ministro de Estado da Aeronáutica, concede Autonomia Administrativa à FAYS.

## Atualmente
Em 12 de agosto de 2009, através da Portaria nº 748/GC3, foi aprovado o novo regulamento da FAYS, onde foram mantidas, basicamente, suas atribuições:
I – ocupar produtivamente a áreas sob sua responsabilidade com atividades agroindustriais;
II – suprir as Organizações Militares da área do IV COMAR sediadas no estado de São Paulo, com gêneros de sua produção e/ou beneficiamento;
III – abastecer o pessoal militar e civil da Guarnição, através de um serviço de Reembolsável;
IV - comercializar o excedente da produção; e
V – gerenciar e executar todo o processo de montagem das rações operacionais para o Comando da Aeronáutica.

São explorados 3.380 hectares, assim distribuídos: 1.326 com culturas anuais e perenes, 251 com exploração animal e 1.803 arrendados para o cultivo de soja e cana industrial.
Desenvolve, ainda, diversas atividades relacionadas à agroindústria: usina de beneficiamento e industrialização de leite (135 mil litros/mês); beneficiamentos de arroz (30 mil quilos/mês), de feijão (40 mil quilos/mês) e de café (30 toneladas/mês); abatedouro para bovinos e suínos (normas de inspeção do SISP);  fábrica de ração, única da FAB, para 140 toneladas/mês (bovinos de corte e leite, suínos, eqüinos, aves e peixes).
Seu acesso se dá pela SP-201, no Distrito de Cachoeira de Emas.